# Iglesia de Nuestra Señora del Pino (Vinuesa)
La iglesia de Nuestra Señora del Pino de Vinuesa es un templo católico situado en la localidad soriana de Vinuesa, en la comunidad autónoma de Castilla y León en España. Se comenzó a construir en el año 1591, es de estilo gótico renacentista. 
Con planta en cruz latina, consta de tres naves cubiertas por bóvedas de crucería y una cabecera ochavada. La portada consta de un arco de medio punto que cobija la puerta adintelada sobre la que se abre el frontón que guarda una imagen de Santa Ana. 
La torre se sitúa al oeste. De aspecto robusto con dos cuerpos y siete vanos y saeteras. Tiene dos capillas; la del Evangelio y la de Epístola y hay trazas de la existencia de otras dos ya desaparecidas. 
En el interior hay varios retablos rococós, del siglo XVIII y el retablo mayor del siglo XVII, diseñado por Domingo González de Acereda, es de estilo barroco, con cierto aire renacentista, es imitación al de la parroquia de la Virgen del Espino de la catedral de El Burgo de Osma. 
Se completa el mobiliario con el órgano que data de 1786 y un confesionario rococó. La iglesia guarda obras de arte destinadas al culto así como una colección de imágenes de pequeño tamaño.